# Teodoric de Treyden
Teorodic de Treyden o Theoderich va ser el segon missioner conegut de Livònia després de Meinhard de Holstein, el primer Bisbe de Livònia. Anteriorment havia estat un monjo cistercenc a Turaida entre 1191 i 1202 i el primer abat del monestir de Daugavgrīva (1202-1211). Posteriorment va ser nomenat bisbe d'Estònia per Albert de Buxhövden cap de la diòcesi de Riga. Va ser assassinat per estonians el 1218 o 1219. Es coneix molt poc de la seva vida, fonamentalment a través de documents contemporanis com la Crònica d'Enric de Livònia.